# Credit Suisse
Credit Suisse este numele francez al unei renumite bănci de investiții elvețiană, cu divizii specializate în managementul activelor, private banking și brokeraj, prezentă la nivel internațional.
Compania a fost înființată în anul 1856 de către Alfred Escher, cu numele german Schweizerische Kreditanstalt.
În anul 2008 compania avea 47.800 de angajați.
În decembrie 2008 Credit Suisse a primit o amendă de 536 de milioane de dolari de la justiția americană pentru că ar fi violat sancțiunile impuse de SUA Iranului. Justiția americană a acuzat Credit Suisse că a ascuns în mod repetat identitatea clienților săi iranieni și că a transferat milioane de dolari în numele acestora.
Banca elvețiană mai este acuzată că ar fi acordat ajutor altor state pe care guvernul SUA nu le agreează, ca Libia, Sudan sau Birmania.
În octombrie 2021, conform anunțului autorității piețelor americane, Credit Suisse va plăti aproape 475 milioane dolari autorităților americane și britanice, pentru a soluționa procesele legate de două obligațiuni și un împrumut lansat de instituție. a întreprinderilor de stat din Mozambic. Aceste tranzacții au strâns în total peste 1 miliard de dolari. Acestea erau utilizate pentru a plăti mită, fiind în același timp prezentate investitorilor ca o modalitate de finanțare a dezvoltării pescuitului de ton din Mozambic.
Cifra de afaceri:
- 2008: 11,8 miliarde CHF[4]
- 2007: 34,5 miliarde franci elvețieni[4]

Venitul net:
- 2008: –8,2 miliarde franci elvețieni[4]
- 2008: 7,6 miliarde franci elvețieni[4]

Valoare active:
- 2008: 1.170 miliarde franci elvețieni[4]
- 2007: 1.360 miliarde franci elvețieni[4]